# Jhajjar
Jhajjar là một thị xã của quận Jhajjar thuộc bang Haryana, Ấn Độ.

## Địa lý
Jhajjar có vị trí 28°37′B 76°39′Đ / 28,62°B 76,65°Đ Nó có độ cao trung bình là 220 mét (721 feet).

## Nhân khẩu
Theo điều tra dân số năm 2001 của Ấn Độ, Jhajjar có dân số 39.004 người. Phái nam chiếm 54% tổng số dân và phái nữ chiếm 46%. Jhajjar có tỷ lệ 69% biết đọc biết viết, cao hơn tỷ lệ trung bình toàn quốc là 59,5%: tỷ lệ cho phái nam là 76%, và tỷ lệ cho phái nữ là 61%. Tại Jhajjar, 14% dân số nhỏ hơn 6 tuổi.